# Maria Rajdl
Maria Rajdl (13. November 1900 in Wien – 1. Februar 1972 in Oslo) war eine Opernsängerin der Stimmlage Sopran, die an der Wiener Staatsoper und bei den Salzburger Festspielen auftrat.

## Leben
Über Maria Rajdl bestehen nur wenige Angaben. Gesichert ist ihr Engagement an der Wiener Staatsoper von 1920 bis 1926, wo sie in der Titelpartie von Madama Butterfly debütierte. Im Haus am Ring sang sie zahlreiche kleine, mittlere und größere Rollen, beispielsweise 19 Mal den Komponisten in Ariadne auf Naxos, 17 Mal als Juliette in Die tote Stadt, 15 Mal die Susanne in Le nozze di Figaro, 12 Mal die Lauretta in Gianni Schicchi und 9 Mal die Marie in der Verkauften Braut. In Engelbert Humperdincks Märchenoper Hänsel und Gretel verkörperte sie elfmal die Gretel. Weiters trat sie in Opern von Cornelius, d’Albert, Pfitzner, Wagner und Zemlinsky auf. Beim Paris-Gastspiel der Staatsoper im Jahre 1924 sang sie jeweils zweimal Susanne und Zerline in Mozarts Da-Ponte-Opern. Kutsch/Riemens weisen auf „ein vielgestaltige[s] Repertoire“ der Sängerin, welches von Mozart bis zu Gegenwartskomponisten reichte und Rollen des deutschen, französischen, italienischen und des slawischen Faches umfasste. Rajdl sang so unterschiedliche Partien wie Frasquita und Judith, die Titelfiguren in Smetanas Verkaufter Braut, Puccinis Madama Butterfly und der Salome, weiters Sophie und Susanna, die Eva in Wagners Meistersingern von Nürnberg und die Hosenrolle des Komponisten.
Bei den Salzburger Festspielen 1926 übernahm sie die Zerline im Don Giovanni und den Komponisten in Ariadne auf Naxos sowie im Jahre 1928 die Pamina in der Zauberflöte. In der Spielzeit 1926–27 war sie am Hamburgischen Stadt-Theater engagiert, danach war sie bis 1931 Ensemblemitglied der Semperoper in Dresden. Dort übernahm sie am 6. Juni 1928 die Partie der Aithra in der Uraufführung der Ägyptischen Helena von Hugo von Hofmannsthal und Richard Strauss. Im selben Jahr wirkte sie in Dresden auch in der deutschen Erstaufführung der Oper Sly von Giovacchino Forzano und Ermanno Wolf-Ferrari. Sie sang die Rolle der Dolly. Während ihres Dresdner Engagements nahm die Sängerin auch eine Reihe von Gastspielverpflichtungen an: An die Wiener Staatsoper kehrte sie 1927 als Sophie im Rosenkavalier und 1928 als Aithra in der Ägyptischen Helena zurück. In der Spielzeit 1928–29 war Rajdl auch an der Städtischen Oper in Berlin verpflichtet. In der Spielzeit 1930–31 war sie Gast an der Oper von Chicago.
Rajdl war mit dem norwegischen Tenor Karl Aagard Østvig (1889–1968) verheiratet, der von 1919 bis 1926 als Erster Tenor an der Wiener Staatsoper engagiert war und danach in Budapest, Hamburg und Berlin gastierte. Das Ehepaar ging 1932 nach Norwegen. Dort arbeiteten beide als Gesangslehrer, Østvig inszenierte auch an der Oper Oslo. Nach der Besetzung Norwegens durch die deutsche Wehrmacht übernahm ihr Ehemann die Leitung der Oper Oslo. Nach dem Ende der Besatzung wurde er daher als Kollaborateur (Quisling) eine Zeit lang inhaftiert.
Das Paar hatte eine Tochter, Lillemarie Østvig, die überwiegend als Konzertsängerin tätig war.

## Wichtige Rollen
| Bartók: - Judith in Herzog Blaubarts Burg Beethoven: - Marzelline in Fidelio Bizet: - Micaëla in Carmen Engelbert Humperdinck: - Gretel in Hänsel und Gretel Korngold: - Juliette in Die tote Stadt Meyerbeer - Urbain in Die Hugenotten Mozart: - Susanne in Le nozze di Figaro - Zerline in Don Giovanni - Pamina in der Zauberflöte |  | Puccini: - Cio-Cio-San in Madama Butterfly - Georgette in Il tabarro - Lauretta in Gianni Schicchi Smetana: - Marie in der Verkauften Braut Johann Strauß: - Felicita in der Fledermaus Richard Strauss: - Margret in Feuersnot - Titelpartie in Salome - Schleppträgerin in Elektra - Sophie im Rosenkavalier - Komponist in Ariadne auf Naxos - Aithra in der Ägyptischen Helena Wolf: - Frasquita in Der Corregidor |